# 佐野進
佐野 進（さの すすむ、1920年（大正9年）8月7日 - 2009年（平成21年）1月20日）は、昭和期の地方公務員、労働運動家、政治家。衆議院議員。

## 経歴
新潟県出身。召集され兵役に就いた。東京都交通局に入局。1955年（昭和30年）専修大学商経学部経済学科を卒業した。東京交通労働組合青年部長や、東京都労働組合連合会、日本都市交通労働組合（現全日本自治団体労働組合都市公共交通評議会）、港区労協の各役員を務めた。
東京都港区議会議員を経て、東京都議会議員に選出され3期在任した。この間、同都議会公営企業委員長、同中小企業対策審議会委員、東京オリンピック大会組織委員などを務めた。
1967年（昭和42年）1月の第31回衆議院議員総選挙で東京都第6区から日本社会党公認で出馬し初当選。次の第32回総選挙では次点で落選。1972年（昭和47年）12月の第33回総選挙で再選され、さらに第34回総選挙でも当選し、衆議院議員に通算3期在任した。この間、社会党中央執行委員、同党東京都本部組織委員長、同党中小企業政策委員長、同木材産業対策副委員長、同公営競技対策副委員長、同交通政策副委員長などを務めた。その後、第35回、第36回総選挙に立候補したがいずれも落選した。
その後、東京都クリーニング協同組合顧問に就任した。
1991年4月の春の叙勲で勲三等に叙され、旭日中綬章を受章する。
2009年1月20日、死去。88歳没。死没日付をもって従四位に叙された。